# Morchella meiliensis
Morchella meiliensis ist eine Schlauchpilzart (Ascomycota) aus der Familie der Morchelverwandten (Morchellaceae).

## Merkmale

### Makroskopische Merkmale
Morchella meiliensis bildet hohle, 6 bis 8,5 cm große, hohle, in Hut und Stiel gegliederte Fruchtkörper (Komplexapothecien), wobei Hut und Stiel fest miteinander verwachsen sind. Der konische Hut ist 3,5 bis 4,8 auf 1,2 bis 2 cm groß. Die wenigen Rippen verlaufen vertikal und sind schwarz-braun bis schwarz. Zwischen den Rippen befindet sich in den Gruben die Fruchtschicht. Diese ist merulioid (faltig-grubig), die cremefarbenen bis gelblichen Gruben sind unregelmäßig viereckig oder rechteckig. Das Trama ist dünn und fest beim Trocknen. Der Geruch und der Geschmack sind nicht ausgeprägt. Der zylindrische Stiel ist 2,3 bis 3,5 auf 0,8 bis 2 cm groß, im frischen Zustand weiß, und wird wachsig gelb im trockenen Zustand. Er ist im oberen Teil gekörnt und an der Basis rillig.

### Mikroskopische Merkmale
Die Fruchtschicht ist 8 bis 15 Mikrometer dick, durchscheinend und blass. Die zylindrischen, am Scheitel kreisrunden, hyalinen Schläuche messen 5,18 bis 5,87 auf 91,16 bis 94,44 Mikrometer. Sie besitzen immer acht Sporen. Diese sind elliptisch, glatt, dünnwandig, durchscheinend und mit Öltropfen. Sie messen 4,67 bis 5,1 auf 5,2 bis 5,66 Mikrometer. Beim Keimen schwellen sie an und werden dunkler. Der Sporenabdruck ist cremefarben. Die Paraphysen sind keulenförmig, dunkel und messen 4,19 bis 5,2 auf 40,09 bis 65,01 Mikrometer.

## Ökologie
Morchella meiliensis wächst auf dem Boden im Laub- oder Mischwald.

## Verbreitung
Bei der Erstbeschreibung wurde für Morchella meiliensis  als Verbreitungsgebiet das Meili-Xue-Shan-Gebirge im Kreis Dêqên in der Provinz Yunnan zwischen 2800 und 3500 m angegeben.

## Systematik und Taxonomie
Morchella meiliensis wurde erst 2006 von Shu H.Li, Y.C.Zhao, H.M.Chai und M.H.Zhong erstbeschrieben. Sie ist verwandt mit Morchella angusticeps und der Spitz-Morchel. Die grubig-faltige Fruchtschicht, die helleren Rippen und die keuligen Paraphysen unterscheiden aber Morchella meiliensis von diesen Arten.